# ویکتور زبوروفسکی
ویکتور زبوروفسکی (لهستانی: Wiktor Zborowski؛ زادهٔ ۱۰ ژانویهٔ ۱۹۵۱) بازیگر اهل لهستان است. وی دانش‌آموختۀ آکادمی ملی هنرهای نمایشی الکساندر زلوروویچ در ورشو است.
از فیلم‌ها یا برنامه‌های تلویزیونی که وی در آن نقش داشته‌است، می‌توان به عهدهای دوشیزه، شر کمتر، گوش آقای رئیس، ورای تخت جراحی، تبر، درخت سحرآمیز، چهل‌ساله، با آتش و شمشیر (فیلم)، با آتش و شمشیر (مجموعه تلویزیونی)، قرارداد، اجاره‌نشین‌ها، افسانه‌ای باستانی: آن هنگام که خورشید ایزد بود، نبرد ورشو ۱۹۲۰، یانا و ردپا اشاره کرد.